# La spiaggia delle conchiglie
La spiaggia delle conchiglie (Shack Out on 101) è un film statunitense del 1955 diretto da Edward Dein.
È un film thriller ambientato in un locale su una spiaggia con protagonisti Terry Moore, Frank Lovejoy e Keenan Wynn.

## Trama
La vera attrazione di un piuttosto scalcinato bar-ristorante posto in riva all'oceano sulla  statale 101 in California pare essere la cameriera Kotty, detta – per motivi imperscrutabili - "pomodoro": il gestore George è segretamente innamorato di lei, ma anche il cuoco Leo, soprannominato – e a ragione – Slob ("sciatto"), dà mostra di non sgradire un eventuale rapporto con la donna; lo stesso accade per altri due clienti abituali del locale, Artie e Pepe, camionisti al servizio di una ditta di commercio di pollame. Ma Kotty è la fidanzata del professor Sam Bastion, fisico nucleare che lavora in un poco distante laboratorio governativo, che ha iniziato a frequentare il locale, dove ha conosciuto la ragazza, da quando Slob gli procura pittoresche conchiglie raccolte lungo la spiaggia, che il professore ha l'hobby di collezionare. Altri clienti sono il pescivendolo Perch, e Eddie, amico e commilitone di George, che durante la guerra ha sviluppato la quasi nevrotica paura di far male ad altri esseri viventi, ragion per cui George vorrebbe "guarirlo" portandolo in futuro in una escursione di pesca con la fiocina.
La realtà è ben diversa: Sam Bastion, tramite Perch, consegna a Slob formule segrete da consegnare ad una potenza straniera. In un primo momento, quando Kotty si rende conto che il suo fidanzato è un traditore della patria, rompe ogni rapporto con lui. Artie e Pepe appaiono, da parte loro, essere agenti governativi che sorvegliano la fuga di notizie riservate che ha luogo nel locale. In un secondo momento appare che Sam Bastion stesso è un traditore solo di facciata (e in tal modo si riconcilia con Kotty), essendo anch'egli un agente dell'FBI. Ma ormai, in una fatidica notte, tutti sono, nel locale, sotto la minaccia armata di Slob. Solo l'intervento di Eddie, che quella sera si introduce nel bar e si rende conto di cosa stia succedendo, riesce a mettere fine alla situazione: egli riesce a far fronte alla propria fobia e a salvare la patria colpendo con la fiocina ed uccidendo, non un pesce, ma la spia Slob.

## Produzione
Il film, diretto da Edward Dein su una sceneggiatura e un soggetto di Edward Dein e Mildred Dein, fu prodotto da Mort Millman per la Allied Artists Pictures. Il titolo di lavorazione fu Shack Up on 101.

## Distribuzione
Il film fu distribuito negli Stati Uniti dal 4 dicembre 1955 al cinema dalla Allied Artists Pictures e per l'home video dalla NTA Home Entertainment nel 1984 in VHS. È stato distribuito anche in Grecia con il titolo O mister Gregory dolofonei e in Italia con il titolo La spiaggia delle conchiglie.

## Promozione
La tagline è: "Four men and a girl!".